# Callicera
Callicera (лат. , от др.-греч. καλλι- +κερη «прекраснорогая») — род двукрылых из семейства журчалок.

## Описание
Глаза в длинных волосках, с вертикальной полосой более густых волосков. Поперечная жилка rm располагается перед серединой ячейки d. Вентральная бахрома щитка есть.

## Систематика
В составе рода:
- Callicera aenea Fabricius, 1781
- Callicera aurata Rossi, 1790
- Callicera christiani Ghorpade, 1982
- Callicera doleschalli Verrall, 1913
- Callicera duncani Curran, 1935
- Callicera erratica Walker, 1849
- Callicera fagesii Guerin-Meneville, 1844
- Callicera macquartii Rondani, 1844
- Callicera montensis Snow, 1892
- Callicera nitens Coe, 1964
- Callicera poultoni Verrall, 1913
- Callicera robusta Coe, 1964
- Callicera rufa Schummel, 1841
- Callicera sackeni Verrall, 1913
- Callicera spinolae Rondani, 1844
- Callicera sumatrensis Meijere, 1919